# Classe Freedom (navi da combattimento costiero)
La classe Freedom è una classe di Littoral Combat Ship, costruite da Fincantieri nello stabilimento di Marinette Marine.
Delle sedici unità previste, al 2022 ne risultano operative nove per la U.S. Navy, mentre altre sei sono in costruzione.
La classe Freedom è stata proposta da un consorzio formato da Lockheed Martin come "prime contractor" e da Fincantieri (progetto) tramite la controllata Marinette Marine (produttore) come contendente per una flotta di piccole navi da guerra multiuso per operare nella zona litoranea. Sono state approvate due navi, per competere con il progetto di classe Independence offerto da General Dynamics e Austal per un contratto di costruzione fino a 55 navi.
Nonostante i piani nel 2004 di accettare solo due ciascuna delle varianti Freedom e Independence, nel dicembre 2010 la Marina degli Stati Uniti ha annunciato l'intenzione di ordinare fino a 10 navi aggiuntive di ciascuna classe, per un totale di 12 navi per classe. A partire dal 2016, cinque navi sono attive e altre nove sono in ordine, in costruzione o in allestimento.
All'inizio di settembre 2016, le prime quattro navi del programma LCS, le navi di classe Freedom Freedom e Fort Worth e due di classe Independence, sono state annunciate per essere utilizzate come navi di prova anziché essere schierate con la flotta Nel febbraio 2020, la Marina ha annunciato l'intenzione di ritirare quelle stesse quattro navi. Il 20 giugno 2020, la Marina degli Stati Uniti ha annunciato che tutti e quattro sarebbero stati ritirati dal servizio nel marzo 2021 e saranno messi in riserva inattiva.

## Costruzione

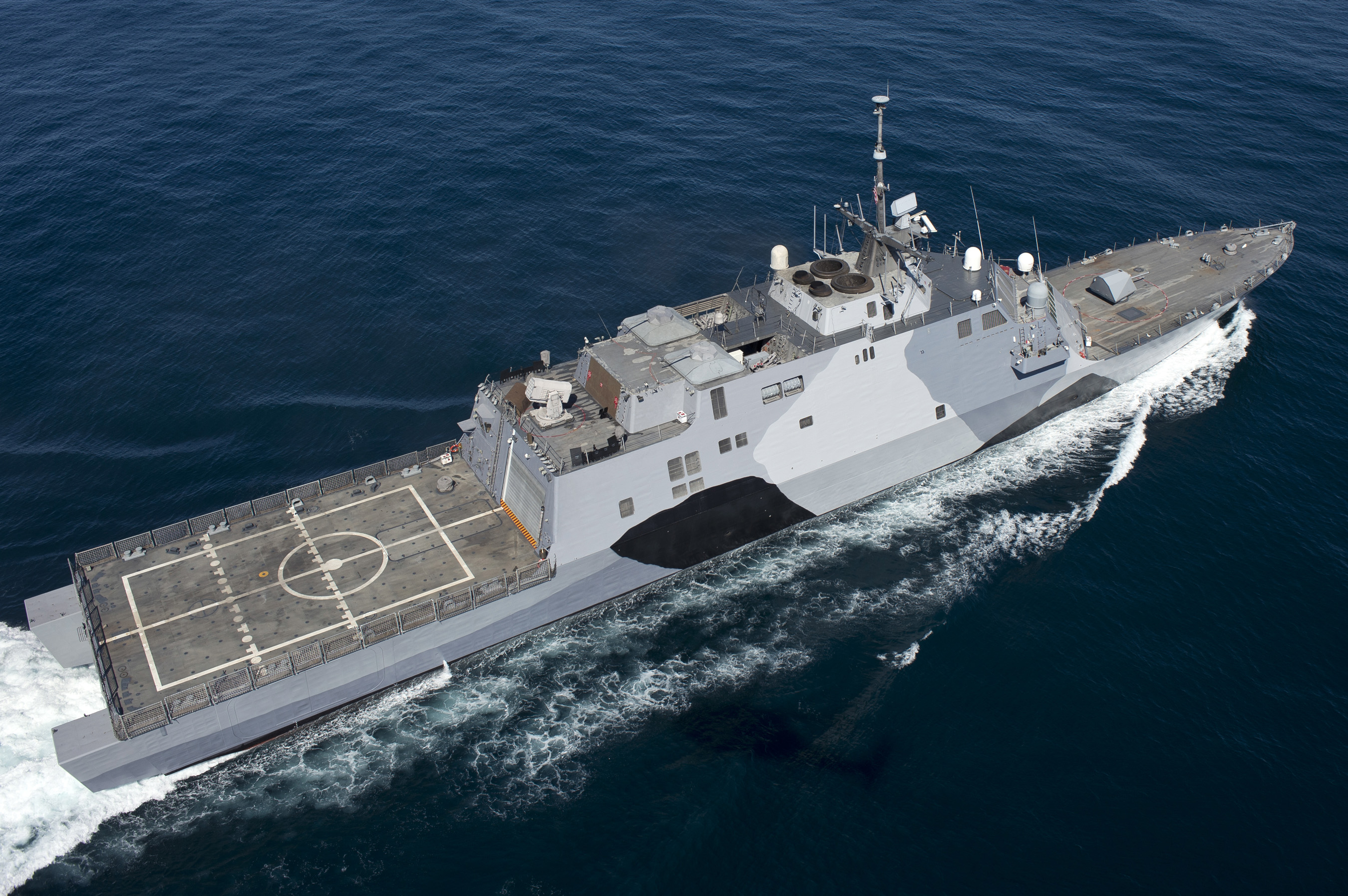
nel febbraio 2013 la Freedom mostra il suo grande eliporto e un lanciatore RAM sull'hangar

La pianificazione per una classe di piccole navi da guerra multiuso per operare nella zona litoranea è iniziata all'inizio degli anni 2000. Il contratto di costruzione è stato assegnato al team LCS di Lockheed Martin (Lockheed Martin, Gibbs & Cox, Marinette Marine, Bollinger Shipyards) nel maggio 2004 per due navi. Questi verrebbero quindi confrontati con due navi costruite da Austal USA per determinare quale progetto sarebbe stato adottato dalla Marina per una produzione fino a 55 navi.
Il 15 aprile 2003, il team Lockheed Martin LCS ha presentato il suo concept Sea Blade basato sulla forma dello scafo dello yacht a motore Destriero.
La chiglia della nave principale Freedom è stata impostata nel giugno 2005 da Marinette Marine a Marinette, nel Wisconsin. È stata varata nel settembre 2006, consegnata alla Marina nel settembre 2008 e commissionata a novembre. Durante gli studi INSURV, sono state scoperte 2.600 problematiche, di cui 21 considerate ad alta priorità. Non tutti questi sono stati corretti prima che la nave entrasse in servizio, poiché spostare la nave lontano da Milwaukee prima del gelo invernale era considerata una priorità più alta.
Il superamento dei costi durante la costruzione di Freedom, combinato con i costi futuri, ha portato il governo a emettere uno "stop-work" nel gennaio 2007 e, infine, ha portato alla cancellazione della costruzione della LCS-3 (la seconda nave di classe Freedom) il 13 aprile 2007. Questa nave è stata successivamente riordinata.
Dopo molte incoerenze su come avrebbero dovuto procedere i test e gli ordini, nel novembre 2010, la Marina ha chiesto al Congresso di approvare la costituzione di 10 unità per ciascuna delle classi Freedom e Independence.

## Caratteristiche generali

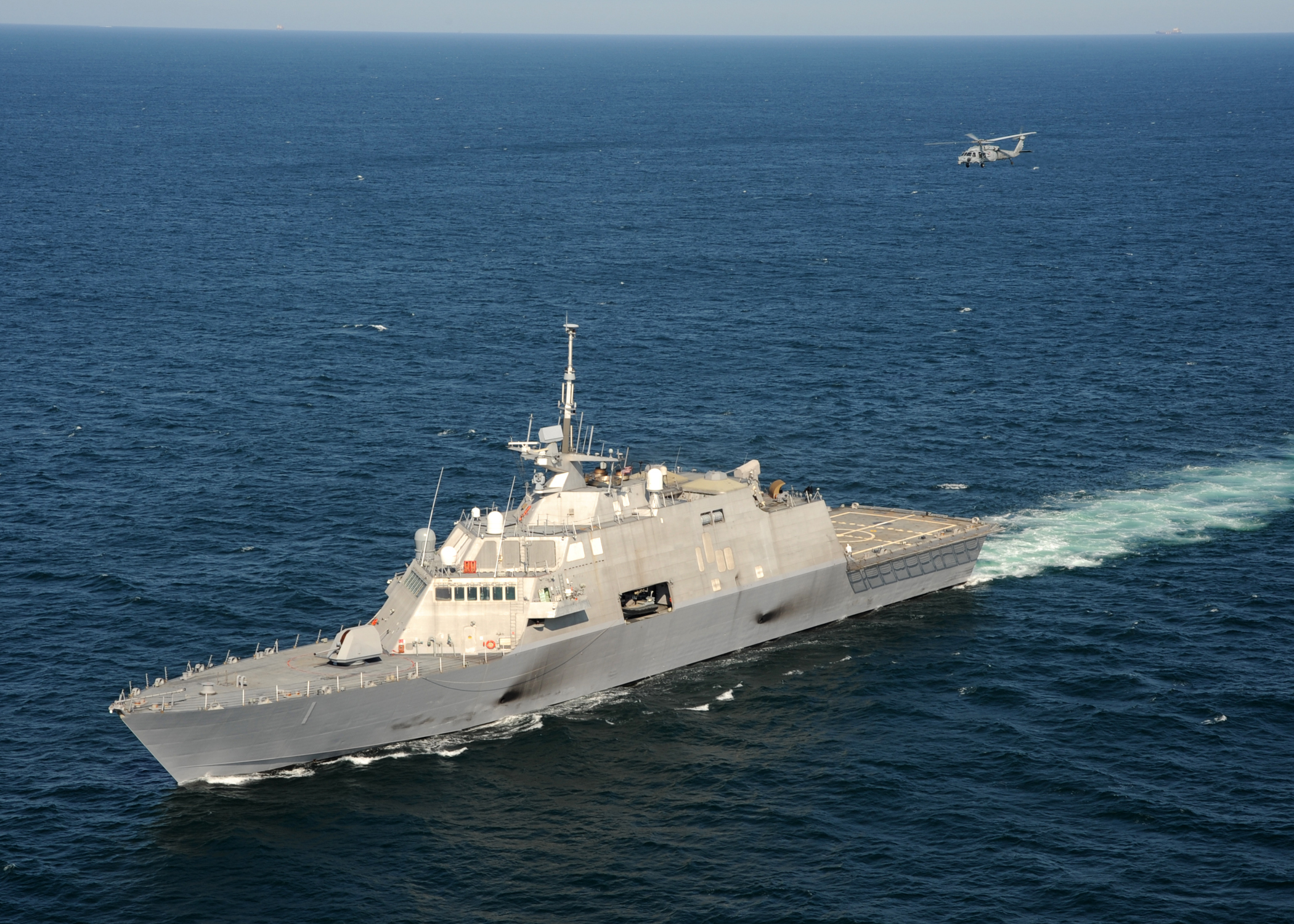
un elicoelicottero MH-60 Seahawk che apponta sulla Freedom nel 2009

La nave è un monoscafo semiplanante in acciaio con sovrastruttura in alluminio. È lungo 377 piedi (115 m), sposta 3.500 tonnellate (3.400 tonnellate lunghe) e può raggiungere 47 nodi (87 km / h; 54 mph). Il progetto incorpora una struttura marittima ampia e riconfigurabile per consentire moduli di missione rapidamente intercambiabili, una cabina di pilotaggio con sistema integrato di lancio, recupero e movimentazione dell'elicottero e la capacità di lanciare e recuperare barche (con e senza equipaggio) sia da poppa che dal lato.
La nave utilizza il sistema Trigon per spostare gli elicotteri dentro e fuori l'hangar. La nave ha due modi per lanciare e recuperare vari mezzi per missioni: una rampa di poppa e una porta laterale di dritta vicino alla linea di galleggiamento. L'alloggiamento del modulo della missione ha una gru a tre assi per il posizionamento di moduli o merci.
I problemi più gravi con la classe Freedom sono stati con gli impianti elettrici.
Il ponte di prua ha una zona per alloggiamento armi modulare che può essere utilizzata per una torretta da 57 mm o un lanciamissili. Un lanciatore di missili Rolling Airframe è montato sopra l'hangar per la difesa a corto raggio contro aerei e missili da crociera e sono forniti supporti per cannoni calibro 50 mm sulla parte superiore. La nave di superficie senza pilota di classe Fleet è progettata per operare da navi della classe Freedom.
L'equipaggio principale è composto da 40 marinai, di solito affiancati da un equipaggio per missioni e un distaccamento dell'aviazione per un totale di circa 75. L'automazione consente un equipaggio ridotto, il che riduce notevolmente i costi operativi, ma il carico di lavoro può ancora essere "estenuante". Durante il test della capoclasse, due compagnie navali si sono alternate in incarichi di quattro mesi.
Quattro generatori diesel Fincantieri Isotta Fraschini Motori da 750 kilowatt forniscono 3 megawatt di energia elettrica per alimentare i sistemi navali.
Il Congressional Budget Office ha stimato che i costi totali del carburante per il ciclo di vita della classe Freedom vanno dall'8 al 18%. Il senatore Jeff Sessions dell'Alabama ha messo in discussione il rapporto e ha suggerito che la classe dell'Indipendenza sarebbe più efficiente nei consumi e che rifornimenti meno frequenti avrebbero influenzato le operazioni militari oltre il costo del carburante.
Nel 2012, un team di sicurezza informatica della Marina ha riscontrato gravi carenze nel Total Ship Computing Environment di Lockheed, che controlla l'intera nave per ridurre i membri dell'equipaggio.
La sopravvivenza è stata una critica sia alle classi Freedom che Independence, valutate al livello uno dalla Marina, rispetto al livello due per le fregate missilistiche guidate (FFG) di classe Oliver Hazard Perry che dovevano sostituirle. Lockheed afferma che la classe Freedom è in realtà più resistente degli FFG perché i requisiti della Marina per vari livelli di sopravvivenza sono cambiati da quando sono stati valutati gli FFG e perché gli scafi della classe Freedom sono realizzati in acciaio ad alta resistenza e peso ridotto che non era precedentemente disponibile.
La USS Milwaukee è stata la prima nave di classe Freedom ad essere dotata di idrogetti ad alte prestazioni di cavitazione (Rolls-Royce Axial-Flow Waterjet Mk-1). I getti creano vuoti parziali nel liquido utilizzando un design della pala migliorato. I getti di cavitazione non aumentano la velocità massima della nave, ma offrono il 10% in più di efficienza del carburante con meno rumore e vibrazioni, costi del ciclo di vita ridotti, migliore manutenibilità, maggiore disponibilità e efficienza potenzialmente migliorata a velocità inferiori. Nel 2014, la Marina ha annunciato l'intenzione di aggiungere questi idrogetti a ogni unità Freedom prodotta. Il design a flusso misto è stato modificato in un design assiale per spingere l'acqua parallelamente all'albero della girante.
Le prime navi di entrambe le classi LCS furono consegnate prima che i progetti fossero completati in modo che i miglioramenti potessero essere integrati nelle navi future. Molti miglioramenti alla classe Freedom derivavano dai problemi riscontrati dalla LCS-1 Freedom al primo dispiegamento della nave, comprese interruzioni di corrente, apparecchiature corrose e un compressore d'aria difettoso. Per evitare che l'acqua entrasse nella stanza del salpa ancora, il verricello dell'ancora, l'unità idraulica e l'argano di ormeggio sono stati sostituiti con un unico verricello elettrico a catena sul ponte principale e la catena di traino esistente è stata sostituita con una catena più leggera.
La resistenza alla corrosione è stata inoltre migliorata dalla modifica del sistema di protezione catodica a corrente impressa con l'aggiunta di protezioni al tunnel di ingresso del getto d'acqua. Gli adeguamenti alla classe Freedom, a partire dall'LCS-3, hanno visto lo specchio di poppa allungato e serbatoi di galleggiamento aggiunti a poppa per aumentare il peso e migliorare la stabilità. I piani sono stati adeguati per vedere un sistema di avviamento elettrico con turbina a gas significativamente meno complesso aggiunto su LCS-5 per ridurre i costi e ridurre il peso della nave.
A partire dall'LCS-17, le navi di classe Freedom saranno equipaggiate con il radar navale TRS-4D. Il TRS-4D è un radar AESA costruito da Airbus Defence and Space simile a quello delle fregate tedesche di classe F125, con la differenza che la classe Freedom avrà una versione rotante invece di un pannello fisso, il primo radar rotante AESA a bordo di una nave della Marina degli Stati Uniti. È un radar navale tridimensionale multifunzione che combina la scansione azimutale meccanica ed elettronica che offre una maggiore sensibilità per rilevare bersagli più piccoli con maggiore precisione e genera tracce più rapide

### Incidenti di manutenzione del motore
A novembre 2016, tre delle quattro navi di classe Freedom avevano subito incidenti di manutenzione del motore. La USS Milwaukee ha avuto un problema al motore nell'Oceano Atlantico nel dicembre 2015 ed è stata rimorchiata in porto. Sono stati trovati detriti metallici nel sistema di filtraggio. La causa è stata fatta risalire a una frizione tra i sistemi della turbina a gas e del motore diesel, che non si è disinserita come previsto durante il passaggio da un sistema di propulsione all'altro.
La USS Fort Worth ha subito un guasto simile nell'Oceano Pacifico nel gennaio 2016. Le procedure improprie utilizzate a bordo della nave hanno fatto funzionare una serie di ingranaggi combinati - hardware utilizzato per trasferire energia al sistema di propulsione ad acqua della nave - con olio insufficiente. E nel luglio 2016, la USS Freedom ha subito una perdita di acqua di mare in uno dei suoi due principali sistemi di propulsione diesel e ha dovuto tornare a San Diego per la decontaminazione.
Nell'ottobre 2020 la USS Detroit ha dovuto tornare al porto di Mayport, in Florida, da un dispiegamento in Sud America dopo aver subito un'altra rottura dell'ingranaggio combinato, un sistema descritto come "generalmente inaffidabile", ma che deve essere attivato per raggiungere le velocità superiori ai 12 nodi (22 km/h). Nel febbraio 2021 è stato scoperto un problema nel sistema di propulsione dell'USS Minneapolis-St. Paul, la nuovissima nave di classe Freedom, che le impediva di entrare in servizio.
La classe Freedom ha riscontrato gravi problemi con la sua combinazione di ingranaggi, una soluzione imperfetta progettata per soddisfare i requisiti di velocità. Dopo che la USS Little Rock ha subito un guasto alla sua attrezzatura combinata all'inizio del 2020, la USS Detroit è stata costretta a interrompere un dispiegamento in America Latina e ha dovuto essere rimorchiata in porto quando la sua alimentazione si è interrotta sulla via del ritorno.

### Difetto di progettazione della trasmissione
Nel gennaio 2021, la Marina ha interrotto le consegne di navi di classe Freedom a causa di un difetto di progettazione della trasmissione della nave. La Marina, Marinette e Renk AG, l'azienda che ha progettato la trasmissione, stavano lavorando a un aggiornamento per risolvere il problema. La Marina ha annunciato che, una volta completato l'aggiornamento, le nuove consegne sarebbero ripartite; la Marina aveva previsto che ci sarebbero voluti mesi per implementare l'aggiornamento alle navi già in servizio attivo.

### Versione Small Surface Combatant
Lockheed ha presentato una varietà di opzioni di aggiornamento per le navi di classe Freedom alla Small Surface Combatant Task Force, con l'obiettivo di trasformare l'LCS da piattaforme di "nicchia" in navi con maggiore protezione e potenza di fuoco oltre il volo 0 per sopravvivere contro avversari militari più avanzati. Con 180 tonnellate di spazio disponibile per diverse opzioni di missioni, è disponibile spazio per ulteriori capacità. La guerra antiaerea è stata suggerita con l'installazione di un radar di difesa aerea SPY-1F e di sistemi di lancio verticale (VLS) installati in modo permanente.
Le attuali versioni da 118 m di lunghezza potrebbero ospitare da 4 a 32 celle VLS, ciascuna contenente quattro missili RIM-162D Evolved Sea Sparrow o un missile SM-2. Per la guerra di superficie, il cannone da 57 mm potrebbe essere sostituito con un'arma più grande fino al Mk 45 da 5 pollici. Si è preso in considerazione anche l'integrazione del missile Hellfire AGM-114L.
L'approccio di Lockheed consisteva nell'integrare i sistemi di missione nello scafo in modo che le navi potessero svolgere compiti 
ASW, antisuperficie e antiaerei senza dover sostituire gli armamenti di missione. Il peso sarebbe aumentato da 3.400 a 3.600 tonnellate e lo scafo allungato di altri 7–10 m (23–33 piedi). Oltre ad aggiungere tubi di lancio verticali e un sonar, il cannone principale verrebbe integrato con il radar più potente e sofisticato.
La raccomandazione della Marina di basare lo Small Surface Combatant su versioni aggiornate di Freedom e Independence LCS è stata accettata nel dicembre 2014. Sebbene Lockheed abbia presentato miglioramenti tra cui sistemi di lancio verticale, cannoni da 76 mm e sistemi e sensori di combattimento avanzati, la Marina ha scelto di mantenere il Cannone da 57 mm e di non aggiungere un sistema di lancio verticale e di montare un radar 3-D aggiornato. Altre modifiche includevano l'installazione di un missile sopra l'orizzonte non specificato, cannoni Mark 38 da 25 mm, un sistema di contromisure per siluri, un sistema di array trainato multifunzione, l'installazione del lanciatore SeaRAM, un sistema di richiamo delle contromisure, un sistema di guerra elettronica, armatura aggiunta agli spazi vitali e una migliore gestione delle firme.
L'SSC si concentrerà su SUW e ASW con queste aggiunte, oltre a mantenere tutte le altre caratteristiche dei loro pacchetti di missioni. L'SSC non è tenuto a eseguire MCM, che continuerà a essere gestito dall'LCS. Le navi manterranno un certo grado di modularità per concentrarsi su un set di missioni e avranno ancora baie di missione, sebbene possano essere ridotte. Le navi SSC dovrebbero iniziare gli appalti entro il 2019 e si sta studiando se i miglioramenti possano essere aggiunti agli scafi LCS esistenti.

### Versione multi-missione
Nel 2012, Lockheed ha ribattezzato Surface Combat Ship (SCS) per corrispondere al termine Multi-Mission Combatant di GD e ha rivelato che tutte le capacità, come Aegis, sarebbero state disponibili solo su uno scafo allungato da 3.500 tonnellate.
Lockheed ha anche lavorato su una versione ridotta della LCS di classe Freedom da offrire sul mercato internazionale per le navi pattuglia più piccole. Questa nave da combattimento multi-missione aggiunge un radar phased-array e un sistema di lancio verticale su uno scafo più piccolo con un equipaggio minore rimuovendo le turbine a gas ad alta velocità e un terzo dell'area del modulo della missione.
È stato presentato un progetto di fregata molto più grande e più capace per soddisfare i requisiti del programma FFG (X) proposto dalla Marina degli Stati Uniti. Sebbene sia basato sulla forma dello scafo Freedom, deve essere più grande e pesantemente armato per soddisfare i requisiti di missione più impegnativi. Nel febbraio 2018, questo progetto è stato uno dei cinque finalisti selezionati per essere presi in considerazione per l'appalto di 20 navi che sarà aggiudicato nel 2020.
Nel maggio 2019, Lockheed Martin ha annunciato che non presenterà un'offerta per competere nella progettazione dell'FFG (X) della Marina, poiché ha scelto di concentrarsi sul suo coinvolgimento nello sviluppo del sistema di gestione del combattimento COMBATSS-21 derivato da Aegis della fregata e altri sistemi, come Mk-41 VLS, elaborazione dell'area ASW, guerra elettronica avanzata e integrazione di piattaforme, ecc.. Il 30 aprile 2020 la fregata multiuso FREMM di Fincantieri Marinette Marine ha vinto il concorso.

#### Multi-Mission Surface Combatant
Derivata dalla precedente nave da combattimento di superficie, è stata progettata per affrontare le moderne minacce alla sicurezza marittima ed economica sia nelle acque costiere che in quelle oceaniche. È stato finanziato dalla Royal Saudi Navy (RSN). Presenta un design ad architettura aperta con monoscafo semi-planante realizzato in acciaio e sovrastruttura in alluminio. Ha una lunghezza di 118,6 m (389 piedi 1 pollici), un raggio di 17,6 m (57 piedi 9 pollici), un pescaggio di 4,3 m (14 piedi 1 pollici) e 3.600 t (3.500 tonnellate lunghe) di dislocamento. L'ampio ponte supporta un MH-60R Seahawk e l'hangar può ospitare un elicottero più due veicoli aerei senza pilota (VTUAV) a decollo e atterraggio verticali.
I gommoni a scafo rigido (RHIB) saranno trasportati a centro nave per supportare le missioni navali e la rampa di poppa articolata è progettata per consentire un dispiegamento rapido e sicuro delle barche. Il suo armamento anti-guerra di superficie include due lanciatori quad per RGM-84 Harpoon Block II o missili anti-nave simili, un MK-15 Mod 31 SeaRAM con RIM 116C Block II Rolling Airframe Missiles (RAM) CIWS a 11 celle, un 57 mm Mk110 o 76 mm Mk75 OTO Melara e cannoni a fuoco rapido di medio calibro, mitragliatrici calibro 50, cannoni telecomandati M621 NARWHAL da 20 mm o simili.
Per le missioni ASW, l'armamento condiste nell'elicottero, il sistema di difesa siluro Nixie AN/SLQ-25 e i tubi lanciasiluri Mk-32 Surface Vessel. Per l'AAW, la nave può essere equipaggiata con due Mk-41 VLS a otto celle con un mix di missili RIM-162 ESSM a medio e SM-2 a lungo raggio, come una nuova arma laser da 150 kW che è in fase di test su LCS esistenti. Gli MMSC sono dotati del sistema di gestione del combattimento (CMS) COMBATSS-21 (Component-Based Total-Ship System - 21st Century) derivato da Aegis, progettato per integrare i sensori, le comunicazioni e l'armamento della nave.
I sensori includono TRS-4D GaN AESA (a rotazione fissa) radar di sorveglianza e acquisizione del bersaglio, un moderno radar antifuoco (ruotato), un radar phased array multifunzione, un identificatore amico o nemico (IFF), lancio automatico di materiali di consumo (ALEX), sistema di lancio di pula ed esche, AN/SLQ-61 Lightweight Tow (LWT) Torpedo Defense Mission Module (TDMM), esca missilistica attiva Nulka, array trainato e un sonar compatto a bassa frequenza attivo e passivo a profondità variabile. La propulsione è un sistema CODAG (combinato diesel e gas) con velocità di oltre 30 nodi (56 km/h; 35 mph) e un'autonomia di 5.000 miglia nautiche (9.300 km; 5.800 mi) ad una velocità di 10 nodi (19 km/ h; 12 mph)

## Flotta

### Ordini e nomi
La Marina aveva originariamente ordinato due LCS di classe Freedom, la capoclasse Freedom (LCS-1) e Fort Worth (LCS-3), annunciate nel marzo 2009 dall'allora Segretario della Marina Donald C. Winter; alla classe Freedom vengono assegnati numeri di scafo dispari, con la classe Independence che utilizza numeri pari. Il 29 dicembre 2010, la Marina ha annunciato che avrebbe emesso un ordine di acquisto in blocco di un massimo di 10 navi di classe Freedom aggiuntive, per un totale di 12 navi.
Il 31 marzo 2016 la Marina Militare ha esercitato un'opzione nell'ambito del contratto di block-buy per un'ulteriore nave classe Freedom. LCS-25 sarebbe l'undicesima nave costruita nell'ambito del contratto di acquisto in blocco e la 13a in assoluto (Freedom e Fort Worth furono costruite prima dell'ordine di acquisto in blocco).
Il 10 marzo 2014, la Marina ha assegnato opzioni contrattuali per finanziare la costruzione di LCS-17 e LCS-19, la settima e l'ottava nave con un contratto di 10 navi. Il 1 aprile 2015, la Marina ha assegnato l'LCS-21 alla Lockheed Martin. Il 1 aprile 2016, la Marina ha assegnato un contratto alla Lockheed Martin per la LCS-25, la 13a nave della classe Freedom. L'8 ottobre 2017, Marinette Marine ha ottenuto l'ordine di costruire l'LCS-27, a un costo inferiore al limite del budget imposto dal Congresso di 584 milioni di dollari.
Il 13 febbraio 2018, il Segretario della Marina Richard V. Spencer ha dichiarato che la nave si sarebbe chiamata LCS-27 Nantucket.
Il 18 settembre 2018, la Marina ha annunciato che erano state ordinate altre due navi di classe Independence e una nave di classe Freedom.
Il 15 gennaio 2019, la Marina ha esercitato un'opzione nel contratto con la Lockheed Martin per l'acquisto di una singola nave aggiuntiva di classe Freedom, che sarà numerata LCS-31.
| Sigla     | Badge     | Nome                       | Immagine  | Impostazione     | Varo              | Entrata in servizio | Flotta                                                                  | Servizio                                                   |
| U.S. Navy | U.S. Navy | U.S. Navy                  | U.S. Navy | U.S. Navy        | U.S. Navy         | U.S. Navy           | U.S. Navy                                                               | U.S. Navy                                                  |
| --------- | --------- | -------------------------- | --------- | ---------------- | ----------------- | ------------------- | ----------------------------------------------------------------------- | ---------------------------------------------------------- |
| LCS-1     |           | USS Freedom                |           | 2 giugno 2005    | 23 settembre 2006 | 8 novembre 2008     |                                                                         | radiata il 29 settembre 2021                               |
| LCS-3     |           | USS Fort Worth             |           | 11 luglio 2009   | 7 dicembre 2010   | 22 settembre 2012   | Terza flotta degli Stati Uniti, (COMLCSRON one), San Diego              | attivo                                                     |
| LCS-5     |           | USS Milwaukee              |           | 27 ottobre 2011  | 18 dicembre 2013  | 21 novembre 2015    | Quarta flotta degli Stati Uniti (COMLCSRON two), Base navale di Mayport | radiata 8 settembre 2023                                   |
| LCS-7     |           | USS Detroit                |           | 11 agosto 2012   | 18 ottobre 2014   | 22 ottobre 2016     | Quarta flotta degli Stati Uniti (COMLCSRON two), Base navale di Mayport | radiata 29 settembre 2023, potenziale rivendita all'estero |
| LCS-9     |           | USS Little Rock            |           | 27 giugno 2013   | 18 luglio 2015    | 16 dicembre 2017    | Quarta flotta degli Stati Uniti (COMLCSRON two), Base navale di Mayport | radiata 29 settembre 2023, potenziale rivendita all'estero |
| LCS-11    |           | USS Sioux City             |           | 19 febbraio 2014 | 30 gennaio 2016   | 17 novembre 2018    |                                                                         | radiata il 14 agosto 2023                                  |
| LCS-13    |           | USS Wichita                |           | 9 febbraio 2015  | 17 settembre 2016 | 12 gennaio 2019     | Quarta flotta degli Stati Uniti (COMLCSRON two), Base navale di Mayport | attivo                                                     |
| LCS-15    |           | USS Billings               |           | 2 novembre 2015  | 1 luglio 2017     | 3 agosto 2019       | Quarta flotta degli Stati Uniti (COMLCSRON two), Base navale di Mayport | attivo                                                     |
| LCS-17    | n/d       | USS Indianapolis           |           | 18 luglio 2016   | 18 aprile 2018    | 26 ottobre 2019     | Quarta flotta degli Stati Uniti (COMLCSRON two), Base navale di Mayport | attivo                                                     |
| LCS-19    |           | USS St. Louis              |           | 17 maggio 2017   | 15 dicembre 2018  | 8 agosto 2020       | Quarta flotta degli Stati Uniti (COMLCSRON two), Base navale di Mayport | attivo                                                     |
| LCS-21    |           | USS Minneapolis-Saint Paul |           | 22 febbraio 2018 | 15 giugno 2019    | 21 maggio 2022      | Quarta flotta degli Stati Uniti (COMLCSRON two), Base navale di Mayport | attivo                                                     |
| LCS-23    |           | USS Cooperstown            |           | 14 agosto 2018   | 19 gennaio 2020   | 6 maggio 2023       | Quarta flotta degli Stati Uniti (COMLCSRON two), Base navale di Mayport | attivo                                                     |
| LCS-25    |           | USS Marinette              |           | 27 marzo 2019    | 31 ottobre 2020   | 16 settembre 2023   |                                                                         | attivo                                                     |
| LCS-27    |           | USS Nantucket              |           | 9 ottobre 2019   | 7 agosto 2021     | 31 luglio 2024      |                                                                         | attivo                                                     |
| LCS-29    |           | USS Beloit                 |           | 22 luglio 2020   | 7 maggio 2022     | 1 ottobre 2024      |                                                                         | attivo                                                     |
| LCS-31    |           | USS Cleveland              |           | 16 giugno 2021   | 15 aprile 2023    |                     |                                                                         | in costruzione                                             |

- Nota: Undici navi LCS di classe Freedom sono state consegnate, quattro navi sono in fase di allestimento e una è in costruzione. La Marina ha effettuato ordini per unità di classe Independence numerate LCS-32, LCS-34, LCS-36 e LCS-38, ma a partire da settembre 2018 non ha ancora effettuato ordini per unità di classe Freedom aggiuntive che diventerebbero LCS-33, LCS-35 e LCS-37 nello schema di numerazione a doppia classe dispari (Freedom) e pari (Independence).

### Disarmo LCS
Durante la pianificazione per la proposta di bilancio FY21, la Marina ha raccomandato la demolizione dei quattro scafi originali (due di classe Freedom, due di classe Independence) nel 2021, circa 10 anni prima della pianificazione precedente. Ciò è stato spiegato dal capo delle operazioni navali, l'ammiraglio Mike Gilday, durante la conferenza WEST il 2 marzo 2020, quando ha affermato:
C'era anche un commento sul fatto che sarebbe costato altri 2 miliardi di dollari per aggiornare i primi quattro scafi.
Nel maggio 2021, la Marina ha confermato che avrebbe dismesso le prime due navi nel 2021. Il 29 luglio 2021, la Marina ha dismesso Independence. Freedom è stato dismesso il 29 settembre 2021. Entrambe le navi si uniranno alla flotta di riserva.
Nel giugno 2021, la Marina ha rilasciato al Congresso un rapporto abbreviato sulla costruzione navale a lungo raggio, che includeva navi di cui era prevista la disattivazione durante l'anno fiscale 2022. Ciò includeva tre navi di classe Freedom, Fort Worth, Detroit e Little Rock, insieme alla classe Independence Coronado. Tutte e quattro le navi sarebbero state messe fuori servizio in riserva e mantenute come candidate alla riattivazione. Il Congresso ha proibito alla Marina di ritirare le tre navi della classe Freedom nell'anno fiscale 2022.